# Oleanna (film)
Pour plus de détails, voir Fiche technique et Distribution.
Oleanna est un film américain réalisé par David Mamet, sorti en 1994.

## Synopsis
Un professeur rencontre une élève qui a eu une mauvaise note à son cours et qui critique ses méthodes d'enseignement.

## Fiche technique
- Titre : Oleanna
- Réalisation : David Mamet
- Scénario : David Mamet d'après sa pièce de théâtre Oleanna
- Musique : Rebecca Pidgeon
- Photographie : Andrzej Sekuła
- Montage : Barbara Tulliver
- Production : Sarah Green et Patricia Wolff
- Société de production : Bay Kinescope, Channel Four Films, The Samuel Goldwyn Company et The School Company
- Société de distribution : The Samuel Goldwyn Company (États-Unis)
- Pays de production :  États-Unis et  Royaume-Uni
- Genre : Drame et thriller
- Durée : 89 minutes
- Dates de sortie : 
  - États-Unis : 4 novembre 1994

## Distribution
- William H. Macy : John
- Debra Eisenstadt : Carol

## Distinctions
Le film a été nommé à l'Independent Spirit Award du meilleur acteur pour William H. Macy.